# The Lost Battalion
The Lost Battalion je první singl z alba The Last Stand, vydaném v roce 2016 švédskou power metalovou kapelou Sabaton. Singl vyšel 10. června 2016 na oficiálním Youtube kanále vydavatelství Nuclear Blast formou videoklipu. 27. června 2016, 17 dní po vypuštění, dosáhl videoklip na Youtube kanále Nuclear Blastu 1 000 000 zhlédnutí.

## O písni
Píseň pojednává o devíti rotách americké 77. pěší divize během bitvy v sektoru Meuse-Argonne v roce 1918 během první světové války. Ty byly týden obklíčeny německou armádou a zároveň ostřelovány vlastním dělostřelectvem. Z více než 500 vojáků pouze 194 vyvázlo z obklíčení nezraněno, zbylí byli zabiti, zraněni, zajati nebo nezvěstní. V této skladbě zvuk bicích nahradily vojenské zbraně. Místo basového bubnu je použit zvuk 12,7mm kulometu, místo rytmického bubnu 9 mm pistole a činely nahradil zvuk bajonetu procházejícího lidským tělem.
Kapela tuto píseň poprvé zahrála živě 11. června 2016 na festivalu Sweden Rock Festival.